# Børsmose
Børsmose er navnet på et område i Vester Horne Herred i Ål Sogn, Varde Kommune, hvor der har boet bønder og fiskere i århundreder. Børsmose er nu mest kendt for Børsmose strand. 

## Ekspropriationen
I 1967 eksproprieres områderne Kærgård, Børsmose og Grærup til brug for militære aktioner.

## Brikby
I Børsmose har militæret indrettet sig med hovedafdeling på den gamle gård kaldet Store Brik eller Brikgård. Lige nedenfor denne har man opført en by kaldet Brikby til brug ved øvelser.

## Kirken
Når borgerne i Børsmose, Kærgård, Grærup og Vejers skulle i kirke, måtte de den lange vej til Ål Kirke i Oksbøl. Men i 1902 byggede man Børsmose Kirke centralt i Børsmose, så borgerne nu nemmere kom dertil.
55°39′54.52″N 8°11′35.92″Ø / 55.6651444°N 8.1933111°Ø